# Greenpeace, salvemos al Mediterráneo (álbum)
Greenpeace, salvemos al Mediterráneo fue un disco recopilatorio de varios artistas publicado a beneficio de la organización ecologista Greenpeace en 1985. Sólo se editó en España y en formato LP. La única canción inédita era Canción cortita para antes que nos abandone el mar, de Mecano.

## Canciones
Lado A:
1. Mediterráneo (Joan Manuel Serrat) 3:58
2. A por el mar (Luis Eduardo Aute) 3:25
3. ¡Es la guerra! (Orquesta Mondragón) 3:22
4. Una décima de segundo (Nacha Pop) 3:20
5. El viento de África (Radio Futura) 3:30
6. La leyenda del tiempo (Camarón) 3:38
7. Entre dos aguas (Paco de Lucía) 6:03
8. Sin aire (Ramoncín) 3:50

Lado B:
1. Antinuclear (Miguel Ríos) 3:34
2. Pronto viviremos en la Luna (Víctor Manuel) 4:31
3. Planeta Agua (Ana Belén) 4:16
4. ¿Cómo pudiste hacerme esto a mi? (Alaska y Dinarama) 4:05
5. No te puedo besar (Hombres G) 3:43
6. Danza de la primavera (Maria del Mar Bonet) 3:14
7. Maremar (Lluís Llach) 6:48
8. Canción cortita para antes que nos abandone el mar (Mecano) 0:57

- Datos: Q5885255